# Malan-Syndrom
Das Malan-Syndrom ist eine sehr seltenes angeborenes, zu den Großwuchssyndromen gezähltes Fehlbildungssyndrom mit den Hauptmerkmalen Großwuchs, Makrozephalie, Gesichtsdysmorphie, Entwicklungsverzögerung und Geistige Behinderung.
Synonyme sind: Malan-Großwuchssyndrom; Sotos-Syndrom Typ 2
Die Namensbezeichnung bezieht sich auf die Erstautorin der Erstbeschreibung aus dem Jahre 2010 durch die französische Humangenetikerin Valérie Malan und Mitarbeiter.

## Verbreitung
Die Häufigkeit wird mit unter 1 zu 1.000.000 angegeben, bislang wurde über etwa 80 Betroffene berichtet. Eine Vererbung erfolgt teilweise autosomal-dominant.

## Ursache
Der Erkrankung liegen Mutationen mit Funktionsverlust im NFIX-Gen auf Chromosom 19 Genort p13.13 zugrunde, welches für ein Protein der CCAAT/Enhancer-Binding-Proteine-Familie  kodiert. Auch beschrieben wurden 19p13-Mikrodeletionen, die das NFIX-Gen umfassen.
Mutationen in diesem Gen finden sich auch beim Marshall-Smith-Syndrom.

## Klinische Erscheinungen
Klinische Kriterien sind:
- Makrozephalie
- Gesichtsauffälligkeiten mit hoher Stirn und hohem Haaransatz, schräg verlaufende Lidspalten, prominentes Kinn
- Entwicklungsverzögerung und geistige Behinderung

Hinzu können Verhaltensauffälligkeiten, Strabismus, Nystagmus, Skoliose und Trichterbrust kommen.

## Diagnostik
Die Diagnose basiert auf den charakteristischen klinischen Merkmalen und kann durch genetische Untersuchung gesichert werden.

## Differentialdiagnostik
Abzugrenzen sind das Sotos-Syndrom, das Weaver-Syndrom und Marfan-Syndrom oder Marfan-ähnliche Syndrome.